# Pseudonaevia caricina
Pseudonaevia caricina är en svampart som beskrevs av Dennis & Spooner 1993. Pseudonaevia caricina ingår i släktet Pseudonaevia, ordningen disksvampar, klassen Leotiomycetes, divisionen sporsäcksvampar och riket svampar.   Inga underarter finns listade i Catalogue of Life.